# Fríða Á. Sigurðardóttir
Fríða Áslaug Sigurðardóttir (født 11. december 1940, død 7. maj 2010) var en islandsk forfatter. Hun fik sin litterære debut i 1980 og blev i 1992 tildelt Nordisk Råds Litteraturpris for romanen Mens natten går.
Sigurðardóttir blev uddannet fra Háskóli Íslands i 1979. Fra 1964 til 1970 arbejdede hun som bibliotekar, og fra 1971 til 1973 var hun ansat på universitetet, hvor også hun underviste i to år. Fra 1978 og indtil sin død i 2010 var hun forfatter på fuld tid.
Sigurðardóttirs bøger er oversat til norsk, svensk, dansk, tysk, engelsk og tjekkisk. Selv oversatte hun værker af blandt andre Doris Lessing og Jean M. Auel til islandsk.